# Назарова, Наталья Васильевна
Наталья Васильевна Назарова (род. 22 декабря 1953 года в селе Мигна Ермаковского района Красноярского края, РСФСР, СССР) — российский энергетик, депутат Государственной Думы VII созыва, член фракции «Единая Россия», член комитета Госдумы по энергетике.
Из-за вторжения России на Украину, находится под международными санкциями Евросоюза, США, Великобритании и ряда других стран.

## Биография
В 1976 году получила высшее образование по специальности «инженер-электрик», окончила Красноярский политехнический институт. С 1976 по 1979 год работала в Красноярском отделении государственного проектного института «Электропроект» в должности инженера. С 1979 по 2004 год работала инженером бюро планирования и учёта энергоресурсов на производственном объединении «ГАЗ», после преобразования объединения в ОАО «ГАЗ» была назначена начальником управления сбыта энергии. С 2004 по 2009 год работала в ЗАО «Волгаэнергосбыт» в должности генерального директора. С 2009 по 2016 год работала в ООО «ЕвроСибЭнерго — распределенная генерация» директором филиала «Нижегородский».
В сентябре 2016 года баллотировалась от партии «Единая Россия» в Госдуму, по итогам выборов избрана депутатом Государственной Думы VII созыва по одномандатному избирательному округу № 131.

## Законотворческая деятельность
С 2016 по 2019 год, в течение исполнения полномочий депутата Государственной Думы VII созыва, выступила соавтором 68 законодательных инициатив и поправок к проектам федеральных законов.

## Награды и звания
- Почётный энергетик РФ[3].